# カゼルタ
カゼルタ（イタリア語: Caserta ( 音声ファイル)）は、イタリア共和国カンパニア州北西部に位置する都市で、人口約73,000人の基礎自治体（コムーネ）。
カゼルタ県の県都である。
ナポリの北北東約27kmに位置する都市で、18世紀にナポリ王国によって建設されたカゼルタ宮殿やヴァンヴィテッリの水道橋、サン・レウチョの邸宅群は、ユネスコの世界遺産（文化遺産）に登録されている。

## 地理

### 位置・広がり
カゼルタ県南東部のコムーネである。州都ナポリの北北東約27km、ベネヴェントの西約35km、サレルノの北西約56km、ローマの東南東約180kmに位置する。

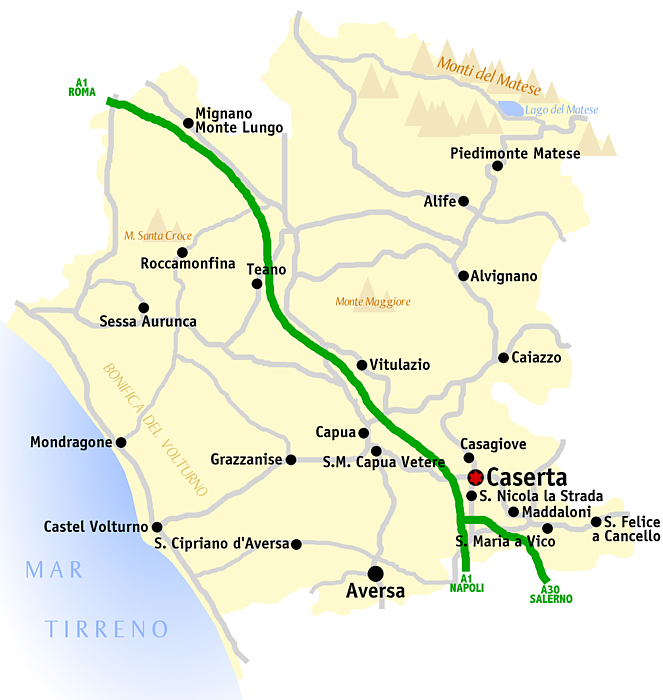
カゼルタ県

#### 隣接コムーネ
隣接するコムーネは以下の通り。括弧内のBNはベネヴェント県所属を示す。
- カープア
- カザジョーヴェ
- カステル・モッローネ
- リマートラ (BN)
- マッダローニ
- レカーレ
- サン・フェリーチェ・ア・カンチェッロ
- サン・マルコ・エヴァンジェリスタ
- サン・ニコーラ・ラ・ストラーダ
- サン・プリスコ
- サンターガタ・デ・ゴーティ (BN)
- ヴァッレ・ディ・マッダローニ

### 主要な市街・集落
- カゼルタヴェッキア (Casertavecchia) - コムーネの旧中心地、カゼルタ城やドゥオーモがある。
- サン・レウチョ (San Leucio) - ベルヴェデーレ王宮がある。
- ヴァッケリーア (Vaccheria) - 王立のヴァッケリーア（乳製品を作る）がある。
- ファルチャーノ (Falciano) - 13世紀の司教座が有った。16世紀のカヴァッレリッツァ宮殿がある。
- ピエディモンテ・ディ・カゾッラ (Piedimonte di Casolla) - ティファティーニ丘陵の麓
- サン・クレメンテ (San Clemente)

### 気候分類・地震分類
カゼルタにおけるイタリアの気候分類 (it) および度日は、zona C, 1013 GGである。
また、イタリアの地震リスク階級 (it) では、zona 2 (sismicità media) に分類される。

## 行政区画

### 分離集落
カゼルタには以下の分離集落（フラツィオーネ）がある。
- San Benedetto, Aldifreda, Briano, Casertavecchia, Casola, Casolla, Centurano, Ercole, Falciano, Garzano, Mezzano, Piedimonte di Casolla, Pozzovetere, Puccianiello, Santa Barbara, San Clemente, San Leucio, Sala, Sommana, Staturano, Tredici, Tuoro, Vaccheria

### リオーネ
カゼルタ市街は以下のリオーネ（Rione、区）に分けられる。
- Aldifreda, Cerasola, Cappiello, Michelangelo, Paschi, Santa Rosalia, Tescione, Vanvitelli, Acquaviva, Falcone, Petrarelle, Primavera.

## スポーツ

### サッカー
プロサッカークラブであるカゼルターナFCのホームタウンである。2017-18シーズンはセリエC（3部リーグ）に属している。

## 人物

### 著名な出身者
- ジュリオ・ドゥーエ - 19-20世紀の軍人、軍事学者。

## 姉妹都市
- ピテシュティ、ルーマニア
- Aley、レバノン